# Гуксгаген
Гуксгаген (нім. Guxhagen) — громада в Німеччині, знаходиться в землі Гессен. Підпорядковується адміністративному округу Кассель. Входить до складу району Швальм-Едер.
Площа — 26,25 км2. Населення становить 5384 ос. (станом на 31 грудня 2020).